# 哀愁情句
「哀愁情句」（あいしゅうじょうく）は、1984年10月3日にトーラスレコードからリリースされた早見優の11枚目のシングル。

## 概要
表題曲「哀愁情句」は、秋のリリース時期を意識したしっとりとしたスローテンポのナンバーで、イントロのピアノが印象的な楽曲となっている。それまで「急いで!初恋」「夏色のナンシー」など、夏らしさを感じさせるシングル曲が多かった早見にとっては異色の作品である。
B面「不意打ちのランデブー」の後に、ミニドラマ3部作の第2作『YOUのミニ・ストーリー "ジョナスとミリア" (後編)』が収録されている。

## 収録曲
1. 哀愁情句
作詞: 銀色夏生 / 作曲: 筒美京平 / 編曲: 船山基紀
2. 不意打ちのランデブー
作詞: 銀色夏生 / 作曲: 筒美京平 / 編曲: 船山基紀

YOUのミニ・ストーリー "ジョナスとミリア" (後編)